# 1845年臺灣
|        | 臺灣歷史 \| 台灣歷史年表 |
| 世纪： | 18世纪臺灣 \| 19世纪臺灣 \| 20世纪臺灣 |
| 年代： | 1810年代臺灣 \| 1820年代臺灣 \| 1830年代臺灣 \| 1840年代臺灣 \| 1850年代臺灣 \| 1860年代臺灣 \| 1870年代臺灣                                           |
| 年份： | 1840年臺灣 \| 1841年臺灣 \| 1842年臺灣 \| 1843年臺灣 \| 1844年臺灣 \| 1845年臺灣 \| 1846年臺灣 \| 1847年臺灣 \| 1848年臺灣 \| 1849年臺灣 \| 1850年臺灣 |
| 纪年： | 乙巳年（蛇年）、清朝道光25年 |

1845年臺灣發生了稱作「湖內洗港」的風暴潮，在今天雲林沿海一帶造成重大破壞:77。

## 政府

### 清帝國

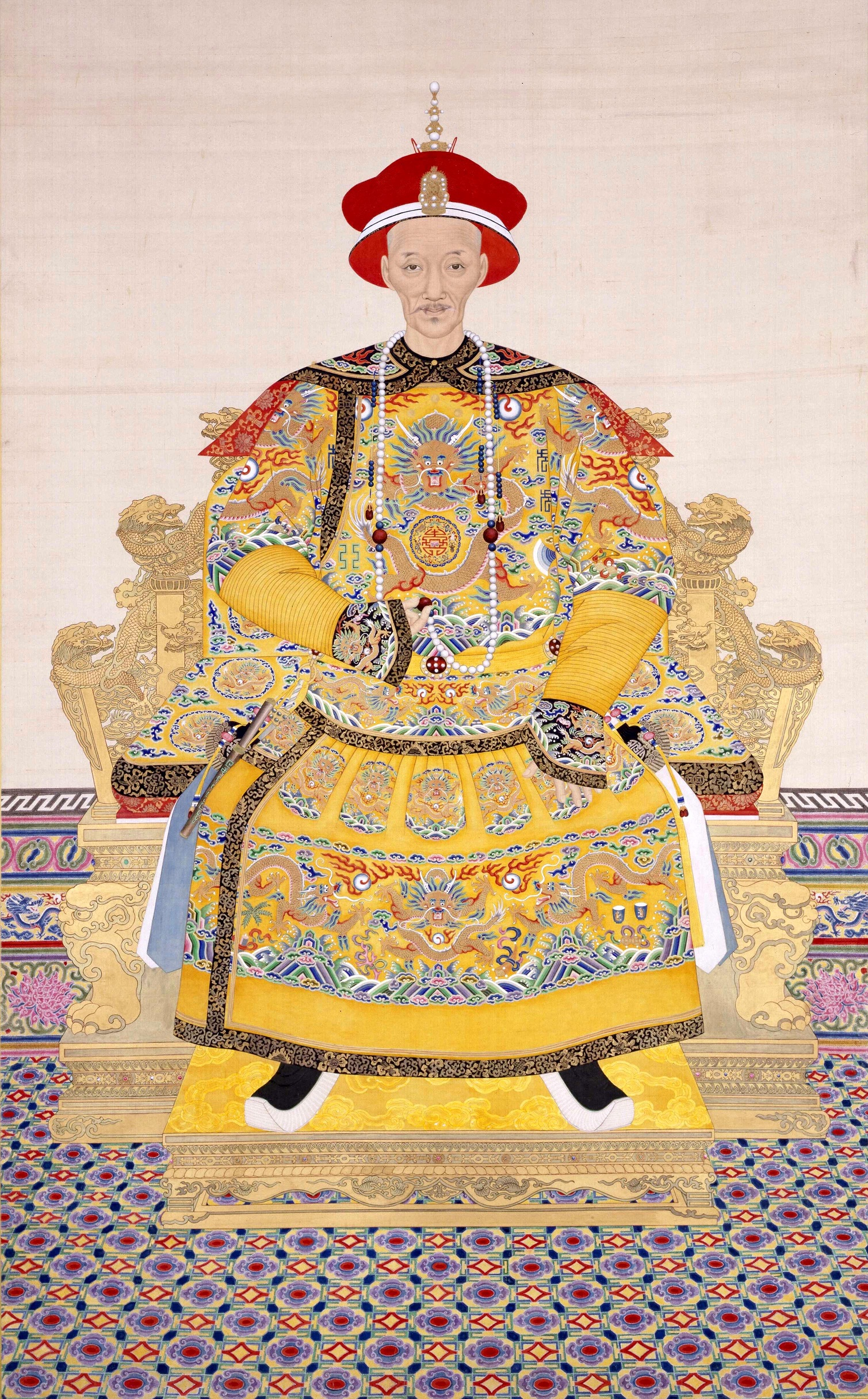
清朝皇帝：道光帝
臺灣府知府：仝卜年

## 大事記
- 7月11日（六月初七）：樹苓湖（象鼻湖）一帶（今雲林縣口湖鄉台子村南邊）發生大水，造成週邊聚落（下湖街、新港莊、箔仔寮、蚶仔寮、竹苗寮、蝦仔寮、竹達寮）重創，死亡人數官方保守估計達3千人之多[1]:79。日後因此事件而發展出口湖牽水藏的習俗。